# 石橋保
石橋 保（いしばし たもつ、1965年9月18日 - ）は、日本の俳優である。大阪府吹田市出身。大阪府立吹田高等学校卒業。主な主演作品に、オリジナルビデオ『本気!』シリーズ がある。 息子は俳優の石橋 侑大（いしばし ゆうだい）。

## 来歴・人物
1986年の主演映画『君は裸足の神を見たか』でデビュー。ドラマ『愛という名のもとに』で知名度を上げた。
2009年、渡辺プロダクション時代を含めて25年以上所属していたワタナベエンターテインメントを離れ、一時フリーとなり、アートプロモーションを経て、現在キャストパワーと業務提携を結んでいる。
趣味は釣り、ゴルフ、ジョギング。

## 出演

### テレビドラマ
- アリエスの乙女たち（1987年） - 磯崎高志
- 君の瞳をタイホする!（1988年）
- 愛無情（1988年）
- 松本清張サスペンス・拐帯行（1988年9月19日、フジテレビ） - 主演・森村隆志
- 晴のちカミナリ（1989年4月12日 - 8月2日、NHK） - 一柳亭小竜
- 若奥さまは腕まくり!（1989年） - 大下正敏（家庭教師）
- 和っこの金メダル（1989年 - 1990年）
- 新金色夜叉_百年の恋（1990年10月 - 12月、東海テレビ） - 主演・間貫一
- デパート！秋物語(1992年) - 北村豊
- 愛という名のもとに（1992年1月 - 3月、フジテレビ） - 塚原純
- 世にも奇妙な物語
  - 「お前が悪い!」（1992年） - 柳沢良一
  - 「ラブチェアー」（1993年） - 福山聡
- 悪女（1992年4月 - 6月、読売テレビ） - 岡野明彦
- 土曜ドラマ（NHK）
  - とおせんぼ通り（1992年） - 辻豊
  - うどんとビデオ（1997年） - 日下部大輔
- 愛するということ（1993年） - 林武史
- サスペンス・明日の13章「超・誘拐入門」（1993年4月19日、関西テレビ）
- OLたちのざけんなヨ!!「満員電車通勤地獄」（1993年4月23日、フジテレビ） - 小林尚仁
- 日本名作ドラマ「雁」（1993年5月3日・10日、テレビ東京）
- 鶴姫伝奇 -興亡瀬戸内水軍-（1993年）
- HOTEL（1994年 - 2002年、TBS ） - 徳大寺譲
- 月曜ドラマスペシャル→月曜ミステリー劇場→月曜ゴールデン→月曜名作劇場（TBS）
  - 殺意の証明（1995年6月5日） - 松井洋
  - 十津川警部シリーズ
    - 十津川警部シリーズ10「ミステリー列車が消えた」（1995年12月25日） - 津山研一
    - 十津川警部シリーズ14「海を渡った愛と殺意」（1997年12月29日） - 倉田雄介
    - 十津川警部シリーズ46「特急『草津』殺人迷路」（2012年1月9日） - 安住刑事
    - 十津川警部シリーズ53「伊豆・踊り子号殺人ルート〜消えた一億円の謎〜」（2014年10月20日） - 井上仙太郎

  - 五つの顔の変装刑事!右京警部補ファイルE（1996年5月20日）
  - ご存じ!サウナの玉三郎!!
    - ご存じ!サウナの玉三郎1!!「男と女の怪々事件!!」（1996年9月9日）
    - ご存じ!サウナの玉三郎2!!「浪花節だよ人生は〜琵琶湖旅情編」（1997年11月3日）

  - 名探偵キャサリン2「小京都・郡上八幡殺人事件」（1996年10月14日） - 佐々木刑事
  - 税理士・楠銀平の事件帳簿1「消えた遺言書」（2003年3月3日） - 吉岡茂
  - 万引きGメン・二階堂雪11「美形願望」（2004年1月26日） - 芝浦喜一
  - 早乙女千春の添乗報告書16「静岡湯けむりツアー殺人事件」（2004年10月18日） - 神田孝祐
  - 浅見光彦シリーズ20「崇徳伝説殺人事件」（2005年3月14日） - 栗石継男
  - 湯けむりバスツアー 桜庭さやかの事件簿1（2009年4月27日） - 佐野修一
  - 警視庁南平班〜七人の刑事〜5（2012年7月2日） - 滝野良三
  - 女医・早乙女美砂「ガラスの階段」（2013年2月4日） - 一之瀬秀記
  - 釣り刑事5（2014年10月27日） - 高内透
  - みなと署落とし物係 秘密捜査官 危険な二人（2017年3月6日） - 津野田新
- 裸の大将 第76話「清が行った竜宮城」（1995年、KTV / 東阪企画） - 元村徹
- 金田一耕助の傑作推理「呪われた湖」（1996年、TBS） - 北神浩一郎
- 名奉行 遠山の金さん 第7シリーズ 第16話「消えた女!裏切りの集団見合い」（1996年、テレビ朝日） - 駒吉
- ウルトラシリーズ
  - ウルトラマンティガ（1996年、毎日放送） - タツムラ参謀
  - ウルトラマンコスモス（2001年、毎日放送） - 岩田康祐
  - ウルトラマンネクサス（2004年 - 2005年、中部日本放送） - 和倉英輔
  - ウルトラマンタイガ 第10話「夕映えの戦士」（2019年9月7日、テレビ東京） - 小田 / ナックル星人オデッサ（声）
- ドラマ30
  - のんちゃんのり弁（1997年、中部日本放送） - 永井範朋
- 新・半七捕物帳 第14話「絵馬」（1997年、NHK） - 万之助
- 水戸黄門（TBS）
  - 第25部 第41話「白狐の舞いが悪を斬る -塩原-」（1997年10月13日） - 都築采女
  - 第29部 第3話「光圀を狙え! -潮来-」（2001年4月16日） - 松波勘一郎
  - 第31部 第5話「やんちゃ姫の大冒険 -浜松-」（2002年11月11日） - 青山忠正（源太）
  - 第32部 第11話「紅花咲かせた豪傑女医 -山形-」（2003年10月27日） - 市之助
  - 第39部 第9話「猫だけが知っていた -伊万里-」（2008年12月8日） - 大垣豊後
- 大岡越前 第14部 第19話「無情に泣いた愛の折鶴」（1996年10月28日、TBS） - 清太郎
- 聖者の行進（1998年1月 - 3月、TBS） - 向哲雄
- 牟田刑事官事件ファイル（1998年、テレビ朝日） - 早川誠
- 南町奉行事件帖 怒れ!求馬II 第16話「鯛だけが知っていた」（2000年、TBS） - 筧清太郎
- 土曜ワイド劇場「変装婦警の事件簿1・変身潜入!主婦警官が覗いた女たちの秘めやかな犯罪」（2000年7月8日、テレビ朝日） - 西守管理官
- カバチタレ! 第8話・第10話（2001年） - 水野尚人
- 土曜ワイド劇場「車椅子の弁護士・水島威8・死体の口からダイヤモンドが!」（2001年6月30日、テレビ朝日） - 津村学
- 科捜研の女（テレビ朝日）
  - Season 3 第1話「京都-日本海、150キロアリバイの謎！胃の中に残された殺人動機!!」（2001年11月1日） - 柏崎完二
  - Season 16 最終話「完璧防犯システムの家」（2017年3月9日） - 秋月裕作
- 金曜エンタテイメント 「女ざかり!!区役所の名探偵2」（2001年） - 篠田正之
- ママまっしぐら!（2000年 - 2002年） - 尾崎太陽
- ランチの女王 第5話（2002年、フジテレビ） - 島田
- 蝉しぐれ（2003年） - 小和田逸平
- 聞かせてよ愛の言葉を（2005年） - 佐野康宏
- 上を向いて歩こう 坂本九物語（2005年、テレビ東京） - 小宮勝広
- 水曜ミステリー9 「家政婦春子　他人の不幸は蜜の味−嫁姑　殺意の接点－」（2005年10月5日） - 三田村刑事
- 新・風のロンド（2006年1月 - 3月、フジテレビ） - 野代浩二
- 警視庁捜査一課9係（2006年4月 - 6月、テレビ朝日） - 片山学
- ドラマ・コンプレックス「P・ハート 〜子供嫌いの小児科医物語〜」（2006年9月19日、日本テレビ）
- 特命係長 只野仁 SP '06「高級レストランとおふくろの味」（2006年9月23日、テレビ朝日） - 安住達彦
- 逃亡者 おりん 第2話「哀しみの上意討ち」（2006年10月27日、テレビ東京） - 望月佐平次
- 忠臣蔵 瑤泉院の陰謀（2007年1月2日、テレビ東京） - 大高源五
- 風林火山（2007年、NHK） - 北条綱成
- 翼の折れた天使たち 第1夜「衝動」（2007年2月26日、フジテレビ） - 医師
- 北アルプス山岳救助隊・紫門一鬼
- お江戸吉原事件帖 第6話（2007年12月7日、テレビ東京）
- 相棒 Season 6 第9話「編集された殺人」（2007年12月19日、テレビ朝日） - 鍋島司
- 佐々木夫妻の仁義なき戦い 第3話「もう離婚!?」（2008年2月3日、TBS） - 山本賢介
- 水曜ミステリー9「山村美紗サスペンス・不倫調査員・片山由美(10)　京都化野・梅若絵巻殺人事件」（2008年3月、テレビ東京） - 伊藤剛司
- 金曜プレステージ「内田康夫旅情サスペンス・岡部警部シリーズ〜十三の墓標〜」（2008年9月5日、フジテレビ）
- 6時間後に君は死ぬ（2008年9月28日、WOWOW）
- 土曜ワイド劇場・デパート仕掛け人!天王寺珠美の殺人推理2（2008年10月18日、テレビ朝日）
- 女帝 薫子（2010年4月25日 、テレビ朝日） - 鶴田義彦
- 陽だまりの樹（2012年、NHK BSプレミアム） - 阿部正弘
- ハンチョウ〜警視庁安積班〜 シリーズ6 第9話・最終話（2013年3月11日・18日、TBS） - 中西徹
- 大岡越前 第4話（2014年10月24日、NHK BSプレミアム） - 松田金吾
- 土曜ワイド劇場「終着駅の牛尾刑事そして事件記者冴子14 喪中欠礼」（2014年12月27日、テレビ朝日） - 山岡義明
- 最強のふたり〜京都府警 特別捜査班〜 第4話「疑惑の夫婦の殺人レシピ…!! ニンジン抜きのカレーの謎」（2015年8月6日、テレビ朝日） - 水原知也
- 花咲舞が黙ってない 第2シリーズ 第6話「臨店班vs悪徳検査官許されざる不正行為を暴け!!」（2015年8月12日、日本テレビ） - 田山勝治
- 水曜ミステリー9「刑事吉永誠一 涙の事件簿13 湖で拾った女」（2016年1月6日、テレビ東京） - 石崎武彦
- 土曜ワイド劇場「狩矢父娘シリーズ17・京都・開運ツアー殺人事件!」（2016年1月30日、テレビ朝日） - 田辺隆明
- 土曜ワイド劇場「京都南署鑑識ファイル10」（2016年4月2日、テレビ朝日） - 宇佐見武
- 警視庁・捜査一課長 season1 第1話「終着駅同時殺人!? 捜査範囲は路線全駅!! セレブ妻vs680円のブラウス女、サバ塩焼きのアリバイトリック」（2016年4月14日、テレビ朝日） - 田代和行
- 土曜ワイド劇場「温泉 (秘) 大作戦17・香川うどん県こんぴら温泉瀬戸内海の孤島に甦る哀しみの兄妹伝説!?」（2016年4月16日、朝日放送） - ことひら温泉旅館 支配人 大迫俊充
- 日曜ワイド 「再捜査刑事・片岡悠介10」（2017年、テレビ朝日） - 桐山竜二
- 刑事7人 シーズン3 第5話「追想」（2017年8月9日、テレビ朝日） - 福田英明
- 正義のセ 第2話「阿川佐和子原作お仕事ドラマ 新米検事が初の殺人事件に挑む」（2018年4月18日、日本テレビ） - 片山祐介
- Missデビル 人事の悪魔・椿眞子 第8話「暴かれる悪魔の秘密 運命の絆!」（2018年6月2日、日本テレビ） - 藤堂悟
- 日曜プライム 庶務行員 多加賀主水が悪を断つ（2019年2月10日、テレビ朝日） - 古谷伸太
- 記憶捜査2〜新宿東署事件ファイル〜 第1話・第2話（2020年10月23日・30日、テレビ東京） - 土岐礼二
- 珈琲いかがでしょう 最終話（2021年5月24日、テレビ東京） - 権田組組長

### 映画
- 君は裸足の神を見たか（1986年4月26日公開）- 主演・吉村茂
- 花のあすか組!（1988年） - トキ
- 姐御（1988年） - トシ
- 226（1989年） - 林八郎
- ストロベリーロード（1991年）
- あさってDANCE（1991年） - 寺山スエキチ
- さまよえる脳髄（1993年） - 本間
- ガメラ2 レギオン襲来（1996年） - 花谷一等陸尉
- 極道三国志 シリーズ（1998年 - 2000年） - 主演・松岡健
  - 極道三国志1（1998年）
  - 極道三国志2 総長への道（1999年）
  - 極道三国志3 血染めの九州死闘篇（1999年）
  - 極道三国志4 最後の博徒/血の抗争（2000年）
  - 極道三国志5 山陽道10年戦争（2000年）
- 修羅がゆく9 北海道進攻作戦（1999年） - 富塚旭
- メトレス（1999年4月29日公開） - 岡部（サラリーマン）
- ガメラ3 邪神覚醒（1999年3月6日公開） - 「かいこう」クルー
- 新・極道三国志 シリーズ（2003年） - 主演・松岡健
  - 新・極道三国志1 首都攻防篇（2003年）
  - 新・極道三国志2 伊豆代理戦争勃発（2003年）
- 修羅のみち9 北九州烈死篇（2004年） - 長谷川祐介
- 極道はクリスチャン/修羅の抗争（2004年）- 滝口鉄夫
- TAKESHIS'（2005年11月5日公開）
- 風雲児 長者番付に桃んだ男（2006年6月10日公開）
- 想い出の渚（2007年4月28日公開） - 主演・長峯信吾[5]
- 監督・ばんざい!（2007年6月2日公開）- 久松組若頭
- 20世紀少年<第1章>終わりの始まり（2008年） - ケンヂの同級生
- 20世紀少年<最終章>ぼくらの旗（2009年） - ケンヂの同級生
- ウルトラマンゼロ THE MOVIE 超決戦!ベリアル銀河帝国（2010年） - ヒロ
- ブタカリ。〜呪いの使徒〜（2012年） - 峰岸
- さらば青春、されど青春。（2018年5月12日公） - 中道忠正
- カスリコ（2019年6月22日公開） - 岡田吾一[6]
- 世界から希望が消えたなら。（2019年10月18日、日活） - 御祖正
- 夜明けを信じて。（2020年10月16日公開、日活） - 一条信忠
- 農家の嫁は、取り扱い注意！（2021年4月2日公開） - 優作（農家、瑠美の夫）
- 虎の流儀 〜旅の始まりは尾張 東海死闘編〜（2022年9月30日公開、ユナイテッドエンタテインメント）[7]

### 舞台
- 悪魔のいるクリスマス/アゲイン
- 青ひげ公の城
- ラヴ・レターズ
- てれび
- 幻影の声
- CHILD
- CHILDREN
- 神野美加特別公演「およどんお玉と熊楠博士」 （新歌舞伎座（大阪））
- 九十九夜一夜物語5（劇場MOMO）
- ぼくらの七日間戦争 - 瀬川卓蔵 役
  - 初演（2020年、かめありリリオホール）
  - 再演（2022年、東京建物 Brillia HALL）
- 舞台 サルまん（2021年、下北沢小劇場B1） - 白井勝也 役/意味なし番長 役（2役）
- 舞台 仁義なきギャル組長～ジャーナリスト土門瑛太の“M資金”真相解明ファイル～（2023年4月12日 - 16日、日本橋劇場） - 金龍組若頭 馬場武士 役
- 舞台 銭湯来人（2024年7月20日 - 28日、草月ホール） - 山田湯隆 役[8]
- Les Misérables（2025年2月27日 - 3月6日、IMAホール） - ジャベール 役[9][10]

### Vシネマ
- マル暴株式会社 シリーズ（1993年 - 1994年）全3作 - 主演・宝田徳一（極道）
- 本気! シリーズ 1 - 30（1994年 - 2004年、全30巻） - 主演・白銀本気
- 新・ピィナッツ（1997年）
- 日本極道史 野望の軍団（1999年） - 天龍会代貸(舎弟頭) 瀧沢五郎
- 実録・梁山泊 パチプロ列伝 浪花の哲（1999年） - 主演・梁山泊 浪花の哲
- 的中王 無敵のWAVE理論（2000年） - 主演・ピン（的中屋）
- 縁切り闇稼業 芸能界秘密パーティの陰謀（2000年） - 加納武（芸能人）
- 実録・山陽道やくざ戦争 手打ち破り（2001年） - 三代目山王会武田組副組長兼岡山支部長 武田勝(武田力也の実弟)
- 実録・大阪やくざ戦争 報復 1,完結編（2002年）ｰ三代目山王会谷健組若頭 健翔会会長 天堂忠臣
- 外道 おとこ唄1,2（2002年） - 主演・不知火組幹部 桜木勇次
- 実録・関東やくざ戦争 修羅の盃（2003年） - 石井組幹部 加藤博臣
- 実録・関東やくざ戦争2 修羅の代紋（2004年） - 石井組幹部 加藤博臣
- 首領への道23（2004年） - 室井組若頭 竹廣組組長 竹廣幸吉
- 実録 新選組（2006年） - 斎藤一
- 実録・北海道やくざ戦争 北海の挽歌（2002年） - 高瀬一家分家大林組組長 大林一誠
- 修羅の門（2005年） - 二代目大政組
- 西日本暴力地帯 実録・山陰抗争（2007年） - 松木英則（塩山組組長の実弟）
- 実説・沖縄ヤクザ抗争 いくさ世アシバー 上原勇一（2009年）全2作 - 又吉誠二（通称：スター）
  - 実説・沖縄ヤクザ抗争 いくさ世アシバー 上原勇一（2009年） - 那覇派首領
- 実説・沖縄ヤクザ抗争 いくさ世アシバー 上原勇一 完結編（2009年） - 那覇派首領→沖縄連合陽琉会理事長
- 野望への挑戦（2009年） - 後藤田組若頭 風間組組長 風間圭一郎
- 九州激動の1520日 新・誠への道 第二部（2009年）
- 新・首領への道5（2009年） - 侠山会 カジタニ
- 実録・大阪 ミナミの顔（2010年） - 旭会 松原寿（→一信会）
- 裏盃の軍団（2010年） - 大門組組員
- 首領(ドン)を殺(と)れ（2010年）
- 新・日本暴力地帯（2010年） - 六代目大和田組若頭 荻島朝重
- 新・日本暴力地帯 第二章（2010年） - 六代目大和田組仙波組若頭 萩島組組長 荻島朝重
- 実録・若頭（2010年） - 三代目山神組谷健組若頭 城竜会会長 結城政則
- 極秘潜入捜査官D.D.T.（2011年） - イシガミ（刑事）
- バウンティハンター（2011年） - 中西欣也
- 悪(ワル)と呼ばれた男（2011年） - 楠木組組長
- 修羅の覇道2（2011年） - 二代目青龍会理事長 隼一家総長 宮部将人
- 首領の道6,7,9,10,11,12,13,14,完結編（2013年 - 2015年） - 六代目山邑会系早見組組長
- 半グレvsやくざ2,3（2014年） - 加賀見（刑事）
- 頂点(てっぺん)（2017年） - 神田組若頭 工藤辰也
- 極道天下布武 第二幕 - 第四幕（2017年） - 美濃 斎門組若頭補佐 斎門義龍（道三の長男）
- 日本統一45,46（2021年） - 尾道 岡村組組長 岡村宏
- 織田同志会 織田征仁 第八章 - 第十章（2022年） - 上州 赤城組若頭 一色組組長 一色孝信

### CM
- ロート製薬、パンシロンN10